# Катастрофа DC-9 в Маракайбо
Катастрофа DC-9 в Маракайбо — крупная авиационная катастрофа, произошедшая в воскресенье 16 марта 1969 года. Авиалайнер McDonnell Douglas DC-9-32 авиакомпании Viasa выполнял рейс VA 742 по маршруту Каракас—Маракайбо—Майами, но через несколько секунд после вылета из Маракайбо врезался в осветительную вышку и рухнул на пригород Ла-Тринидад. В катастрофе погибли 155 человек — все 84 человека на борту самолёта (74 пассажира и 10 членов экипажа) и 71 человек на земле.
Это первая и крупнейшая катастрофа в истории самолёта McDonnell Douglas DC-9, а на момент событий также являлась крупнейшей авиакатастрофой в мире.

## Самолёт
McDonnell Douglas DC-9-32 (регистрационный номер YV-C-AVD, заводской 47243, серийный 448) являлся относительно новым и был выпущен компанией «McDonnell Douglas» в 1969 году (первый полёт совершил 6 января). 27 февраля того же года был передан авиакомпании Avensa, которая затем сдала его в лизинг авиакомпании Viasa. Оснащён двумя турбореактивными двигателями Pratt & Whitney JT8D-7.

## Катастрофа
McDonnell Douglas DC-9-32 борт YV-C-AVD выполнял рейс VA 742 из Каракаса в Майами с промежуточной посадкой в Маракайбо. На его борту в момент вылета из Каракаса находились 10 членов экипажа (командир Гарри Гибсон (исп. Harry Gibson), второй пилот Эмилиано Савелли Мальдонадо (исп. Emiliano Savelli Maldonado) и 8 бортпроводников) и 74 пассажира.
В 10:30 авиалайнер приземлился в аэропорту Грана-де-Оро. В Маракайбо произошла смена экипажа — командиром рейса 742 стал Мальдонадо, а кресло второго пилота занял Хосе Грегорио Родригес Силва (исп. Jose Gregorio Rodriguez Silva). Также на борт самолёта сели ещё 27 пассажиров, всего в салоне находились 74 пассажира (по другим данным — 73). В баки было залито 12 700 килограммов авиатоплива.
Примерно в 12:00 рейс 742 начал разгон по ВПП. Поначалу всё проходило без замечаний, но после поднятия передней стойки шасси лайнер пробежал по ВПП дальше обычного и затем начал с трудом набирать высоту. Он был в 50 метрах от земли, когда, пролетая над баскетбольной площадкой в Ла-Тринидаде (пригороде Маракайбо), ударился левой плоскостью крыла об осветительную вышку и через несколько секунд, опрокинувшись влево, рухнул на трансформаторную будку и взорвался. Отделившаяся плоскость левого крыла и один из двигателей врезались в близлежащие дома и полностью разрушили их, а разлившееся авиатопливо вызвало пожар. В катастрофе погибли все 10 членов экипажа и 74 пассажира на борту рейса VA 742, а также 71 человек на земле (всего 155 человек).
На момент событий это была крупнейшая авиакатастрофа в мире (будет превзойдена через 2 года после столкновения над Сидзукуиси, 162 погибших). Также это была первая и крупнейшая катастрофа самолёта DC-9-30 и крупнейшая катастрофа в истории McDonnell Douglas DC-9 вообще (без учёта семейств MD-80 и MD-90). Также 36 лет она была крупнейшей авиакатастрофой в истории Венесуэлы (с 2005 года — вторая, после катастрофы MD-82 под Мачикесом (160 погибших)).

## Известные пассажиры
- Антонио Эррера (исп. Antonio Herrera) — владелец бейсбольной команды «Cardenales de Lara»;
- Карлос Сантелиз (исп. Carlos Santeliz) — игрок команды «Cardenales de Lara», находился на борту вместе с сыном;
- Нестор «Кнут» Чавес[англ.] (исп. Néstor «Látigo» Chávez) — питчер команды «Navegantes del Magallanes», собиравшийся перейти в «San Francisco Giants».

Также двигателем самолёта был разрушен дом, в котором жила семья бейсболиста Лина Коннела (исп. Lino Conell), почти все жильцы погибли.

## Причина катастрофы
Наиболее вероятной причиной катастрофы стали неисправные термометры в аэропорту Грана-де-Оро. Ориентируясь по ним, экипаж неверно рассчитал расчётную мощность двигателей и максимальный взлётный вес, и поэтому перегрузил самолёт.

## Последствия
После катастрофы рейса 742 аэропорт Грана-де-Оро был закрыт для приёма гражданских самолётов и теперь используется только малой авиацией. Вместо него уже 16 ноября 1969 года был открыт Международный аэропорт Ла Чинита, который теперь является главными воздушными воротами Маракайбо.